# Lista de presidentes da Áustria
A lista de presidentes da Áustria esta relacionada nesta lista, mostrando desde a Áustria Alemã, passando pela Primeira República e chegando até os dias atuais. 

## Presidentes da República da Áustria
| Presidente                                                                            | Presidente                             | Início do Mandato       | Fim do Mandato          | Partido                       | Eleição        |
| ------------------------------------------------------------------------------------- | -------------------------------------- | ----------------------- | ----------------------- | ----------------------------- | -------------- |
| Primeira República Austríaca (1919-1938)                                              |                                        |                         |                         |                               |                |
|                                                                                       | Karl Seitz (1869-1950)                 | 5 de março de 1919      | 9 de dezembro de 1920   | SPÖ                           | -              |
|                                                                                       | Michael Hainisch (1858-1940)           | 9 de dezembro de 1920   | 9 de dezembro de 1928   | Independente                  | -              |
|                                                                                       | Wilhelm Miklas (1872-1956)             | 9 de dezembro de 1928   | 12 de março de 1938     | CS VF                         | -              |
| A Áustria fez parte da Alemanha Nazista de 12 de março de 1938 e 13 de abril de 1945. |                                        |                         |                         |                               |                |
| Segunda República Austríaca (1945-)                                                   |                                        |                         |                         |                               |                |
|                                                                                       | Karl Renner (1870-1950)                | 20 de dezembro de 1945  | 31 de dezembro de 1950  | SPÖ                           | -              |
|                                                                                       | Leopold Figl (Interino) (1902-1965)    | 31 de dezembro de 1950  | 21 de junho de 1951     | ÖVP                           | -              |
|                                                                                       | Theodor Körner (1873-1957)             | 31 de dezembro de 1951  | 4 de janeiro de 1957    | SPÖ                           | 1951           |
|                                                                                       | Julius Raab (Interino) (1891-1965)     | 4 de janeiro de 1957    | 22 de maio de 1957      | ÖVP                           | -              |
|                                                                                       | Adolf Schärf (1890-1965)               | 22 de maio de 1957      | 28 de fevereiro de 1965 | SPÖ                           | 1957 1963 1965 |
|                                                                                       | Josef Klaus (Interino) (1910-2001)     | 28 de fevereiro de 1965 | 9 de junho de 1965      | ÖVP                           | -              |
|                                                                                       | Franz Jonas (1899-1974)                | 9 de junho de 1965      | 24 de abril de 1974     | SPÖ                           | 1965 1971      |
|                                                                                       | Bruno Kreisky (Interino) (1911-1990)   | 25 de abril de 1974     | 8 de julho de 1974      | SPÖ                           | -              |
|                                                                                       | Rudolf Kirchschläger (1915-2000)       | 8 de julho de 1974      | 8 de julho de 1986      | Independente                  | 1974 1980      |
|                                                                                       | Kurt Waldheim (1918-2007)              | 8 de julho de 1986      | 8 de julho de 1992      | ÖVP                           | 1986           |
|                                                                                       | Thomas Klestil (1932-2004)             | 8 de julho de 1992      | 6 de julho de 2004      | ÖVP                           | 1992 1998      |
|                                                                                       | Andreas Khol (Interino) (n.1941)       | 6 de julho de 2004      | 8 de julho de 2004      | ÖVP                           | -              |
|                                                                                       | Barbara Prammer (Interino) (1954-2014) | 6 de julho de 2004      | 8 de julho de 2004      | SPÖ                           | -              |
|                                                                                       | Thomas Prinzhorn (Interino) (n.1943)   | 6 de julho de 2004      | 8 de julho de 2004      | FPÖ                           | -              |
|                                                                                       | Heinz Fischer (n.1938)                 | 8 de julho de 2004      | 8 de julho de 2016      | SPÖ                           | 2004 2010      |
|                                                                                       | Doris Bures (Interino) (n.1962)        | 8 de julho de 2016      | 26 de janeiro de 2017   | SPÖ                           | -              |
|                                                                                       | Karlheinz Kopf (Interino) (n.1957)     | 8 de julho de 2016      | 26 de janeiro de 2017   | ÖVP                           | -              |
|                                                                                       | Norbert Hofer (Interino) (n.1971)      | 8 de julho de 2016      | 26 de janeiro de 2017   | FPÖ                           | -              |
|                                                                                       | Alexander van der Bellen (n.1944)      | 26 de janeiro de 2017   | Presente                | Os Verdes - Alternativa Verde | 2016 2022      |